# Фоменко Петро Карпович
Петро Карпович Фоме́нко (нар. 5 вересня 1900, Кіндратівка — пом. 1983) — український різьбяр; заслужений майстер народної творчості з 1982 року.

## Біографія
Народився 23 серпня (5 вересня) 1900 року в селі Кіндратівці Харківської губернії (тепер Сумський район Сумської області, Україна).  З 1936 року працював у галузі художнього різьблення на дереві й кістці.
Помер у 1983 році.

## Вироби
Автор багатьох композицій на історичні теми, а також декоративної різьби. В асортименті різноманітні шкатулки, папки, канцелярське приладдя та іншше. Серед робіт:
- барельєфи «На Халхін-Голі» (1939), «Кобзар-партизан» (1948);
- статуетка «Колгоспниця з соняшниками» (1973);
- медальйон «Чумак у дорозі» (1980).